# Une étoile est née (film, 1976)
Cet article concerne le film de Frank Pierson. Pour le film de George Cukor, voir Une étoile est née.
Pour les articles homonymes, voir Une étoile est née.
Pour plus de détails, voir Fiche technique et Distribution.
Une étoile est née (A Star is Born) est un film américain réalisé par Frank Pierson, sorti en 1976.
Ce film est le deuxième remake du film Une étoile est née datant de 1937 et réalisé par William A. Wellman, faisant suite à une adaptation en 1954 et s'inspirant de la vie de John Barrymore, le grand-père de l'actrice Drew Barrymore dont l'alcool ruina la carrière. L'histoire est de nouveau adaptée en 2018.

## Synopsis
John Norman Howard, une rock star célèbre et autodestructrice, arrive en retard à son concert. Il est ivre, chante quelques chansons et quitte la scène. Le chauffeur de John l'emmène dans un bar où Esther Hoffman chante. Un des fans de John le trouve là-bas et commence une bagarre. Esther attrape John et l'aide à s'échapper par une porte dérobée.
Ils vont chez Esther et elle l'invite à revenir pour le petit déjeuner. Au petit-déjeuner (pizza pepperoni), elle accepte d'aller à un concert avec lui. Après être arrivé en hélicoptère, John conduit une moto autour de la scène, accroche un câble et s'écrase sur le devant de la scène. John est emmené en ambulance et son entourage part en hélicoptère, oubliant Esther.
John se repose chez lui au bord de sa piscine. Un DJ radio, Bebe Jesus, survole la piscine en hélicoptère et invite John dans son studio. John se met en colère et tire sur l'hélicoptère. Bebe Jesus menace de ne plus jamais passer les chansons de John. Plus tard, John se rend à la station de radio avec une caisse de whisky pour faire la paix avec Bebe Jesus. Le disc-jockey n'accepte pas les excuses de John et le traite d'alcoolique en direct. Esther se trouve être à la station de radio au même moment, en train d'enregistrer une publicité. John emmène Esther dans son manoir et écrit son nom sur le mur avec une bombe de peinture en aérosol. Là, ils font l'amour, prennent un bain moussant ensemble, et il l'écoute jouer du piano. Elle pense que personne ne serait capable de chanter sur l'air qu'elle a écrit, mais il invente des paroles et commence à chanter.
Lors de son concert suivant, John fait monter Esther sur scène pour chanter. Bien que le public hue quand elle commence à chanter, elle les conquiert. Plus tard, elle dit à John qu'elle veut se marier. John répond qu'il n'est pas bon pour elle, mais elle persiste. Ils se marient. John emmène Esther sur un terrain qu'il possède dans l'ouest où ils construisent une maison toute simple. Elle veut faire sa tournée avec lui, mais il pense qu'elle devrait la faire seule. La carrière d'Esther décolle, éclipsant la sienne.
John retourne au studio en pensant relancer sa carrière. Bobbie lui dit que le groupe a continué sans lui et s'est renommé. Pour sauver la face, John demande à Bobbie de leur dire qu'il a trouvé de nouveaux artistes avec qui travailler et leur souhaite bonne chance.
Seul à la maison, John commence à écrire une nouvelle chanson. Pendant qu'il chante, il est constamment interrompu par le téléphone. Quelqu'un demande Esther et veut savoir s'il est son secrétaire. Quand Esther rentre chez elle, elle veut savoir comment ça s'est passé avec le groupe et John lui dit que ça n'a pas marché. Il change de sujet pour en savoir plus sur la journée d'Esther et passe en revue les messages qu'il a pris pour elle, dont l'un est qu'elle est en lice pour un Grammy Award.
Aux Grammy, Esther remporte le prix de la meilleure performance féminine. Alors qu'elle prononce son discours de remerciements, John arrive en retard, ivre et fait une scène. Plus tard, Esther essaie de convaincre Brian de donner une dernière chance à John. Ce dernier écrit à nouveau des chansons mais d'une manière différente. Brian appelle John et aime les nouvelles chansons, mais suggère à John de sortir certains de ses anciens succès avec les nouvelles chansons. Cependant, John ne veut aller qu'avec les nouvelles œuvres, alors il refuse l'offre.
De retour dans son manoir de Los Angeles, John trouve Quentin, une journaliste de magazine, nageant à moitié nue dans sa piscine. Elle dit qu'elle ferait n'importe quoi pour obtenir une interview exclusive. Au début, il pense que c'est avec lui, mais elle confirme que c'est une entrevue avec Esther qu'elle veut. Esther arrive peu après, elle les trouve au lit ensemble. Quentin essaie d'interviewer Esther, mais John dit à Quentin de sortir. Esther et John se battent, lui qui lui dit "je t'aime" et elle "je te déteste", jusqu'à ce qu'Esther avoue qu'elle l'aime. Ils retournent dans leur petite maison à l'ouest, où ils ont été les plus heureux.
Un matin, John se réveille tôt pour aller chercher Brian à l'aéroport. Esther lui demande de se dépêcher de rentrer. John quitte la maison avec une bière à la main et part dans sa voiture de sport flashy. Il laisse jouer son morceau "Watch Closely Now" mais s'ennuie et met une des chansons d'Esther. Il continue de boire sa bière, tout en conduisant beaucoup trop vite et imprudemment.
Dans la scène suivante, une dépêche de police annonce un accident. La coque d'une voiture de sport rouge est sur le côté. Un hélicoptère atterrit sur les lieux, Esther et Brian courent vers John, dont le corps est recouvert d'une couverture. Esther demande une autre couverture, nettoie son visage. Elle se couche sur John et, tout en pleurant, elle lui demande ce qu'elle est censée faire sans lui. Il est emmené en ambulance.
De retour au manoir de Los Angeles, Esther entend la voix de John appeler quelqu'un pour répondre au téléphone. Elle découvre qu'il s'agit d'une cassette de l'ancienne session d'écriture de chansons au cours de laquelle le téléphone avait interrompu son chant. Elle pleure sur les marches de la maison maintenant vide, disant qu'il était un menteur et qu'il n'était pas censé la quitter.
La scène finale est ce qui semble être un concert commémoratif pour John. Esther y est présentée comme Esther Hoffman-Howard. Le public lève des bougies en hommage à son défunt mari. Elle chante la chanson que John a écrite pour elle "With One More Look at You" et termine ensuite avec son célèbre morceau, "Watch Closely Now", réalisé dans son propre style. Au dernier battement de la chanson, Esther écarte les bras et lève les yeux vers le ciel.

## Fiche technique
- Titre original : A Star is Born
- Titre français : Une étoile est née
- Réalisateur : Frank Pierson
- Scénario : John Gregory Dunne, Joan Didion, Jay Presson Allen, Frank Pierson, d'après une histoire de William A. Wellman
- Musique : Kenny Ascher, Rupert Holmes, Roger Kellaway, Kenny Loggins, Leon Russell, Paul Williams, Barbra Streisand
- Photographie : Robert Surtees
- Montage : Peter Zinner
- Décors : Ruby R. Levitt
- Costumes : Seth Banks, Shirlee Strahm
- Production : Jon Peters, Barbra Streisand
- Société de distribution : Warner Bros Pictures
- Pays d'origine : États-Unis
- Langue originale : anglais
- Format : 1.85 : 1 - Dolby Stéréo
- Genre : film musical, film dramatique
- Durée : 140 minutes
- Dates de sortie :  
  - France : 25 août 1977
  - États-Unis : 17 décembre 1976
- Affiche : Bill Gold (États-Unis)

## Distribution
- Barbra Streisand (VF : Michèle Bardollet) : Esther Hoffman
- Kris Kristofferson (VF : Serge Sauvion) : John Norman Howard
- Gary Busey (VF : Dominique Collignon-Maurin) : Bobbie Ritchie
- Oliver Clark : Gary Danziger
- Marta Heflin : Quentin
- Joanne Linville (VF : Nadine Alari) : Freddie
- Bill Graham : lui-même
- Rita Coolidge (VF : Sylviane Margollé) : elle-même
- Tony Orlando (VF : Jean-Pierre Moreux) : lui-même
- Paul Mazursky (VF : Jean Topart) : Brian
- M.G. Kelly (VF : Gérard Hernandez) : Bebe Jesus
- Maidie Norman (VF : Paula Dehelly) : la juge de paix (non créditée)
- Robert Englund (VF : Philippe Ogouz) : Marty (non crédité)

## Production

### Choix des interprètes
Pour le rôle de John Norman Howard, Barbra Streisand voulait à l'origine Elvis Presley. Ce dernier ne pouvait pas accepter le film à cause de son manager, le colonel Parker, à l'époque de la préparation du film. Ce rôle fut alors confié à Kris Kristofferson.

### Bande originale
La bande originale du film fut un succès : elle se classa numéro un au Billboard 200 pendant cinq semaines et fut vendue à plus de quatre millions de copies aux États-Unis et dix millions à travers le monde.
1. Watch Closely Now - 3:49
2. Queen Bee - 3:55
3. Everything - 3:50
4. Lost Inside of You - 2:54
5. Hellacious Acres - 2:58
6. Evergreen - 3:04
7. The Woman in the Moon - 4:49
8. I Believe in Love - 3:13
9. Crippled Crow - 3:30
10. Finale: With One More Look at You/Watch Closely Now - 7:43
11. Evergreen - 1:46 - reprise (Love Theme from A Star Is Born)
12. Evergreen - 3:05 - (Love theme from A Star Is Born) - (version espagnole ; version « import »)

## Distinctions
- Oscar de la meilleure chanson originale 1976